# A Magyar Népköztársaság Állami Díja
A Magyar Népköztársaság Állami Díja (röviden Állami Díj) a Magyar Népköztársaság Elnöki Tanácsa által 1963-ban alapított állami kitüntetés volt (1963. évi 36. tvr.), amelyet kiemelkedő tudományos, gazdasági és műszaki eredmények, illetve a nevelőmunka és a gyógyítás területén elért kiváló teljesítmények elismeréseként egyes személyeknek vagy kollektíváknak adományoztak.
1977-ig négy, 1977 és 1989 között két fokozata (nagydíj és díj) volt. 1990-ben megszűnt; helyébe a Széchenyi-díj lépett.

## Állami Díjjal kitüntetett személyek névsora
| Ábécé szerinti tartalomjegyzék                                                                           |
| --- |
| A, Á B C Cs D Dz Dzs E, É F G Gy H I, Í J K L Ly M N Ny O, Ó Ö, Ő P Q R S Sz T Ty U, Ú Ü, Ű V W X Y Z Zs |

## A, Á
- Ábrahám Sándor körzeti orvos (1978)
- Ádám György orvosbiológus, pszichofiziológus (1988)
- Adelmayer Ede betűöntő (1975, csoportos)
- Ág István kertésztechnikus (1970, megosztva)
- Alexits György matematikus (1970)
- Alföldi Lajos orvos, bakteriológus (1985, megosztva)
- Alföldy Ferenc sebész (1983, megosztva)
- Almási Elemér vegyészmérnök (1980, megosztva)
- Almási Lajos villamosmérnök (1980, megosztva)
- Almássy György gépészmérnök (1978, megosztva)
- Ambrózy András villamosmérnök (1988, megosztva)
- Ancsel Éva filozófus (1983)
- Andorkó Sándor vízépítő mérnök (1985, megosztva)
- Antal Emánuel meteorológus (1988, megosztva)
- Antal Imréné optikus (1978, csoportos)
- Antal Zsuzsanna varrónő (1978, csoportos)
- Apáthy István villamosmérnök (1986, megosztva)
- Arató Attila könyvtáros (1973)
- Árvay János statisztikus (1988, megosztva)

## B
- Baán József vájár (1966, megosztva)
- Babai László matematikus (1988)
- Bádi Béla gazdasági vezető (1985, megosztva)
- Baics Imre üzemvezető (1988, megosztva)
- Bajnay László építészmérnök (1965, megosztva)
- Bajusz Sándor kémikus (1970, megosztva)
- Bakai István villanyszerelő (1975, csoportos)
- Bakó Ede közgazdász (1983, megosztva)
- Balázs Antal gépészmérnök (1978, megosztva)
- Balázs László gyakorlatioktatás-vezető (1988, megosztva)
- Balázs Sándor kertészmérnök (1988, megosztva)
- Balázsi Károly villamosmérnök (1985, megosztva)
- Bali Zoltán gazdasági vezető (1970, megosztva)
- Balla László agrármérnök (1985, megosztva)
- Bán Ákos bányamérnök (1973, megosztva)
- Bán Gábor gépészmérnök (1980, megosztva)
- Bánfalvi József gimnáziumi igazgató (1978)
- Bánfi Mihályné általános iskolai tanár (1980, megosztva)
- Bánki Ferenc villamosmérnök (1973, megosztva)
- Barabás Bálint gazdasági vezető (1970, megosztva)
- Barabás Zoltán agrármérnök (1988, megosztva)
- Barát Irén tüdőgyógyász (1970)
- Bárczi Géza nyelvész (1970)
- Barta György geofizikus (1973)
- Bartal Béla szerszámkészítő (1975, megosztva)
- Bartha Dénes zenetörténész (1988)
- Battistig György villamosmérnök (1970, megosztva)
- Bay Ernő közgazdász (1988, megosztva)
- Beck Mihály fizikokémikus (1985)
- Beck Tamás politikus, gépészmérnök (1985)
- Bege Tamás vájár (1966, megosztva)
- Békés Ferenc tanulmányi felügyelő (1965)
- Békési Lajosné konzervipari munkás (1970, megosztva)
- Bendes Tibor gépészmérnök (1980, megosztva)
- Benkó Imre (1978, megosztva)
- Berceli Tibor villamosmérnök (1980, megosztva)
- Bérces Tibor fizikokémikus (1985, megosztva)
- Bérczes Istvánné varrónő (1978, csoportos)
- Berczik Árpád hidrológus, biológus, ökológus (1988, megosztva)
- Bereczki László agrármérnök (1980, megosztva)
- Berend T. Iván közgazdász, történész (1985)
- Berendi Tibor állomásfőnök (1978)
- Berényi Dénes fizikus (1988)
- Bernát László kéziszedő (1975, csoportos)
- Berta Jenő mezőgazdasági mérnök (1988)
- Bertalan Imre gépészmérnök (1978, megosztva)
- Bertók Katalin orvos (1985)
- Berzsenyi-Janosits László növénynemesítő (1970, megosztva)
- Besskó Dezső gépészmérnök, műszerkonstruktőr (1975, megosztva)
- Biacsi Imre agrármérnök (1970, megosztva)
- Bihari Ottó jogtudós (1975)
- Binder Gyula vegyészmérnök (1973, megosztva)
- Biri János villamosmérnök (1980, megosztva)
- Bíró Ferenc villamosmérnök (1978, megosztva)
- Bíró László igazgató (1988, megosztva)
- Bíró Róbert optikus (1978, csoportos)
- Birta Alajos gépésztechnikus (1965, megosztva)
- Boa Magdolna varrónő (1978, csoportos)
- Boda János villamos üzemmérnök (1988, megosztva)
- Bodor István gépészmérnök (1988, megosztva)
- Bódi Gyula állatorvos (1978, megosztva)
- Bódi Imre gazdasági vezető (1966, megosztva)
- Bogdány János villamosmérnök (1973, megosztva)
- Bognár József politikus, közgazdász (1970)
- Bogoly István gépjárművezető (1975, csoportos)
- Bojti Gyula gépjárművezető, brigádvezető (1975, csoportos)
- Bojtos Sándor tanár (1975)
- Boldizsár Iván író, publicista (1975)
- Boldog Mihályné általános iskolai tanár (1980, megosztva)
- Bondár László húsipari szakmunkás, brigádvezető (1985, csoportos)
- Borbély György villamosmérnök (1980, megosztva)
- Borczván Béla közlekedésépítő mérnök (1978, megosztva)
- Boros András vájár (1978, megosztva)
- Boros Imre közgazdász (1983, megosztva)
- Boros Jenő gazdasági vezető (1985, megosztva)
- Borovszky Ambrus üzemmérnök (1970)
- Borsy József gyógyszerkutató orvos (1965, megosztva)
- Bottyánszky Pál kéziszedő (1975, csoportos)
- Bozó Dezső vájár (1975, megosztva)
- Bozsik Kálmán szerelő lakatos (1970)
- Bödöcs Jenőné varrónő (1978, csoportos)
- Böszörményi Miklós orvos (1970)
- Bősz Mátyás vájár (1983, csoportos)
- Bradics Lujza gyors- és gépíró (1985, megosztva)
- Budai Gábor villamosmérnök (1980, megosztva)
- Budai Zoltán vegyészmérnök, gyógyszervegyész (1985, megosztva)
- Burgert Róbert agrármérnök (1970, megosztva; 1980)

## C
- Czaga Gyula gépjárművezető (1975, csoportos)
- Czapáry László agrármérnök (1965)
- Czinczok György kertészmérnök (1970, megosztva)
- Cziprián Ferenc statikus mérnök (1978, megosztva)

## Cs
- Csáki Frigyes villamosmérnök (1973)
- Csanádi György közgazdász, mérnök, politikus (1973)
- Csányi Dezsőné tanító (1985)
- Csapody Vera botanikus, muzeológus, illusztrátor (1980)
- Cselőtei László kertészmérnök, akadémikus (1988, megosztva)
- Csepregi István agrármérnök (1985)
- Cserna József lakatos (1978, megosztva)
- Csetneki András agrármérnök (1970, megosztva)
- Csibi Sándor gépészmérnök (1970, megosztva)
- Csikai Gyula fizikus (1983)
- Csikász József mozdonyvezető (1988, megosztva)
- Csikós Béla gépészmérnök (1973)
- Csikós Nagy Béla közgazdász, politikus (1970)
- Csiszér Béla tanár, megyei szakfelügyelő (1970)
- Csóli Miklósné optikus (1978, csoportos)
- Csomós Géza olvasztár (1973)
- Csonka Pál építészmérnök (1983)
- Csordás Tibor építészmérnök (1970)
- Csuri Vilmos gépészmérnök (1980, megosztva)

## D
- Dalmy Tibor mérnök (1985)
- Dancz Pál kertészmérnök (1978, megosztva)
- Dank Viktor geológus (1973, megosztva)
- Dávid Béla építésvezető, vízmester (1980, megosztva)
- Dänler György optikus (1978, csoportos)
- Demeter Károly fizikus (1973, megosztva)
- Deminger Ferenc szerelő (1985, csoportos)
- Demján Sándor közgazdász (1980)
- Detre László csillagász (1970)
- Dévényi Tibor biokémikus (1973, megosztva)
- Dévényi Zoltán üzemgazdász (1985, megosztva)
- Dienes Béla villamosmérnök (1978)
- Dobrányi Géza vegyészmérnök (1966)
- Dóra Béla gazdasági vezető (1983, megosztva)
- Dömölki Bálint matematikus (1988, megosztva)
- Dömötör Józsefné varrónő (1978, csoportos)
- Dörmer Konrád vájár, brigádvezető (1983, csoportos)
- Drávucz Péter cipőipari szakmunkás, művezető (1965, csoportos)
- Duba Győző optikus, 1963 és 1969 között brigádvezető (1978, csoportos)
- Dumbovich Boris orvos (1965, megosztva)
- Dunai Imre politikus, közgazdász (1983, megosztva)

## E, É
- Eckhardt Sándor orvos, onkopatológus (1980)
- Ecsedi Sándorné tanító (1975, megosztva)
- Első József optikaiüveg-csiszoló (1978, csoportos)
- Entz Béla biológus (1988, megosztva)
- Eörsi Gyula jogtudós (1978)
- Eperjesi Pálné formázó (1970, csoportos)
- Erdei Bálint részlegvezető (1978, megosztva)
- Erdei Péter agrármérnök (1985, megosztva)
- Erdélyi Béla optikaiüveg-csiszoló (1978, csoportos)
- Erdélyi János villamosmérnök (1970, megosztva)
- Erdélyi Miklós technikus (1970, megosztva)
- Erdélyiné Petőcz Lujza orvos (1985, megosztva)
- Erdős Istvánné Burger Veronika cipőipari szakmunkás (1965, csoportos)
- Erdős Pál matematikus (1983)
- Erdős Péter közgazdász (1980)
- Eszenyi István rakodómunkás (1975, csoportos)
- Ézsaiás Lajos autóbusz-vezető (1988, megosztva)

## F
- Faller Gusztáv bányamérnök (1985, megosztva)
- Farkas Ferenc művezető (1978, megosztva)
- Farkas Tibor építészmérnök (1966)
- Farkas Zsuzsanna programfejlesztő tudományos munkatárs (1988, megosztva)
- Farnadi Mihály agrármérnök (1983, megosztva)
- Fartel Mihály traktoros (1970, megosztva)
- Fehér Gyuláné Nagy Anna dohányipari szakmunkás, brigádvezető (1975, csoportos)
- Fehér István vegyész (1985, megosztva)[1]
- Fehér Károly agrármérnök (1970, megosztva)
- Feil György iskolaigazgató (1973)
- Fejér Vilmos üzemmérnök (1985, megosztva)
- Fejes Tóth László matematikus (1973)
- Fekete János közgazdász (1980)
- Fekete Kálmán vegyészmérnök (1980, megosztva)
- Fekete Piroska cipőipari szakmunkás, csomagoló (1965, csoportos)
- Fekete Rudolf gépészmérnök (1988, megosztva)
- Fekete Sándor író, újságíró, irodalomtörténész (1985)
- Felek Béla vegyészmérnök (1988)
- Fenyves Ervin fizikus (1965)
- Ferenczi György tudományos főosztályvezető-helyettes (1988, megosztva)
- Ferenczy Lajos mikrobiológus (1985, megosztva)
- Finta József építész (1970, megosztva)
- Fleischer József gépészmérnök (1966, megosztva)
- Flerkó Béla orvos, anatómus (1978)
- Fodor György vegyészmérnök (1966, megosztva)
- Fodor Lajos kémikus (1988, megosztva)
- Fókás Elemér villamosmérnök (1980, megosztva)
- Fónay Tibor művelődési osztályvezető (1970)
- K. Forczek János kertész (1970, megosztva)
- Forgács Lilla gyógyszerkutató orvos (1983, megosztva)
- Forgó László villamosmérnök (1985, megosztva)
- Földényi Ernő korrektor (1975, csoportos)
- Földes Imréné igazgató (1988)
- Földes Péterné vegyészmérnök (1978, megosztva)
- Főző József kertészmérnök (1980, megosztva)
- Frecska Sándor üzemmérnök (1985)
- Friss István közgazdász, politikus (1970)
- Futó Iván matematikus (1988, megosztva)
- Fülöp József geológus (1983, megosztva)

## G
- Gábor László építészmérnök (1965)
- Gál Lajosné általános iskolai igazgató (1980, megosztva)
- Gál Sándor agrármérnök (1973, megosztva)
- Gál Sándor vegyészmérnök (1988, megosztva)
- Galló László építőmérnök (1978, megosztva)
- Ganzler Géza tanár (1973, megosztva)
- Ganzler Gézáné tanár (1973, megosztva)
- Gáspár Albert körzeti orvos (1970)
- Gáspár József vegyipari szakmunkás (1973)
- Gáspár László általános iskolai igazgató (1978)
- Gáspár Rezső fizikus (1965)
- Geiger Zoltánné varrónő (1978, csoportos)
- Gémes Péter vájár (1970, megosztva)
- Gencsi Pál gépészmérnök (1965)
- Geréby József agrármérnök (1985, megosztva)
- Gerő László építész, szakíró (1973)
- Geszti P. Ottó villamosmérnök (1973)
- Gnädig Miklós építészmérnök (1965, megosztva)
- Góg Mátyás mezőgazdasági mérnök (1988, megosztva)
- Gonda András minőségi ellenőr, brigádvezető (1965, csoportos)
- Gorjanc Ignác igazgató (1975, megosztva)
- Gorzó György laboratóriumvezető (1988, megosztva)
- Göblös János villamosmérnök (1988, megosztva)
- Göcsei Imre tanár (1973)
- Grastyán Endre fiziológus (1988)
- Gresina Károly kéziszedő (1975, csoportos)
- Grósz Károly géplakatos (1965, megosztva)
- Grószl Pál gazdasági vezető (1983, megosztva)
- Grünfelder Lőrinc agrármérnök (1980, megosztva)
- Gschwindt András villamosmérnök (1986, megosztva)
- Guczi László kémikus (1983, megosztva)
- Gulyás Béla gépészmérnök (1980, megosztva)
- Gulyás Pál osztályvezető (1988, megosztva)
- Gulyás Sándor termelőszövetkezeti elnök (1988, megosztva)

## Gy
- Gyarmati Ferenc géplakatos (1975, csoportos)
- Gyarmati István fizikus, kémikus (1975)
- Gyarmati Kálmán tanár (1978)
- Gyenge Károly híd- és szerkezetépítő mérnök (1978, megosztva)
- Gyergyai Albert író, irodalomtörténész (1970)
- Gyimesi Zoltán villamosmérnök (1978, megosztva)
- Gyires Béla matematikus (1980)
- Gyöngyösi Lázár vízépítő szakmérnök (1980, megosztva)
- György Ferenc vájár (1983, csoportos)
- Győri Imre kohómérnök (1988, megosztva)
- Győry Sándor bányagépészmérnök (1983, megosztva)
- Gyulai András optikus (1978, csoportos)
- Gyulai Zoltán fizikus (1966)

## H
- Habuda Ádám gazdasági vezető (1975)
- Hadrovics László nyelvész, szlavista, filológus (1985)
- Hajdu Elemér gépészmérnök (1970)
- Hajdú Gyula jogtudós (1970)
- Hajdú László gépjárművezető (1975, csoportos)
- Hajdu Tibor történész (1970)
- Hajnal András matematikus (1970)
- Hajós György gépészmérnök (1978, megosztva)
- Hajtó József rakodómunkás, brigádvezető (1975, csoportos)
- Halász Szabó Pál autószerelő, kombájnos (1975, csoportos)
- Halmos Béla népzenekutató (1985, megosztva)
- Hamar József villanyszerelő (1978)
- Hámor Géza geológus (1985, megosztva)
- Haramura Gáborné általános iskolai vezető (1975, megosztva)
- Hardy Gyula kémikus (1988, megosztva)
- Hári Mária orvos (1983)
- Haszmann Antal gépészmérnök (1980, megosztva)
- Hatvani István tanító (1980, megosztva)
- Hatvany József fizikus (1978, megosztva)
- Hauszner Ernő kohómérnök (1980, megosztva)
- Háy László közgazdász (1970)
- Heckenast Gábor gépészmérnök (1978)
- Hegedűs Pál gépészmérnök (1978, megosztva)
- Hegyessy Géza fizikus (1975, megosztva)
- Hegyháti Alajos gyógypedagógus (1973)
- Hegyi Mihály villamosmérnök (1975, megosztva)
- Hényel László vájár (1978, megosztva)
- Herpy Miklós villamosmérnök (1980, megosztva)
- Heszberger Antal villamosmérnök (1985, megosztva)
- Hetényi Tamás villamosmérnök (1986, megosztva)
- Hodák Lajos brigádvezető (1985, megosztva)
- Hofecker János géplakatos (1966)
- Hollán Zsuzsa orvos, hematológus (1975)
- Holló Imre gépészmérnök (1970)
- Holló János ipari kémikus (1975, megosztva)
- Holper Ambrus kertészmérnök (1988, megosztva)
- Horányi Róbert gépészmérnök (1965)
- Horn Artúr mezőgazdász (1978)
- Horogh Lajos kohómérnök (1985, megosztva)
- Horváth Andor optikus (1978, csoportos)
- Horváth Ede gazdasági vezető (1980)
- Horváth Ferenc közgazdász, politikus (1983, megosztva)
- Horváth Gábor villamosmérnök (1985, megosztva)
- Horváth György optikus (1978, csoportos)
- Horváth Imre szerelő (1978, megosztva)
- Horváth István vájár (1983, csoportos)
- Horváth József szabó (1978, csoportos)
- Horváth József szerelőlakatos (1985, csoportos)
- Horváth Mátyás gépészmérnök (1985, megosztva)
- Horváth Péter fizikus (1988, megosztva)
- Huszák Vilmos statisztikus (1985, megosztva)
- Huszár Andor vegyészmérnök (1975, megosztva)
- Huszka Károly gépészmérnök (1975, megosztva)
- Hutter Ottó villamosmérnök (1985, megosztva)
- Hütter Csaba politikus, agrármérnök (1985, megosztva)

## I, Í
- Iklódi László gazdasági vezető (1983, megosztva)
- Imre Lajos radiokémikus (1970)
- Inczédy János analitikai kémikus (1980)
- Iski Károly bányagépészmérnök (1978, megosztva)
- Istókovics József géplakatos (1980, megosztva)
- Istvánder József általános iskolai igazgató (1985, megosztva)
- Iványi Gyula villamosmérnök (1973, megosztva)
- Ivanyos Lajos számítástechnikai mérnök (1988, megosztva)
- Ivits Tibor hajóépítő mérnök (1983, megosztva)

## J
- Jakab Mátyás gépészmérnök (1985, megosztva)
- Jankovich Nándor igazgató (1970)
- Jánosi Marcell gépészmérnök (1975, megosztva)
- Jánossy Ferenc közgazdász (1973)
- Jánossy György építész (1985)
- Janovszky Lászlóné szövőnő (1975, megosztva)
- Járay Jenő sebész-urológus (1983, megosztva)
- Jermy Tibor zoológus (1983, megosztva)
- Juhász István gépészmérnök (1966)
- Juhász Mihály vegyészmérnök (1978, megosztva)
- Juhász Szabó István vasesztergályos, brigádvezető (1975, csoportos)
- Juhász Szabó Sándor karbantartó, kombájnos, brigádvezető (1975, csoportos)
- Juranovics Ferenc lakatos (1975, megosztva)
- Jurcsik Károly építész (1980)

## K
- Kádas Kálmán gépészmérnök (1970)
- Kállai József gazdasági vezető (1970, megosztva)
- Kalló István hengerész (1965)
- Kalmár László matematikus (1975)
- Kalmár Zoltán vegyészmérnök (1985, megosztva)
- Kalocsai Tiborné tanító (1985, megosztva)
- Kanizsai József bányamérnök (1978, megosztva)
- Kanyar József történész, levéltáros (1985)
- Kapolyi László bányamérnök, politikus (1983, megosztva)
- Kardos György gépészmérnök (1970)
- Kárpáti Egon gyógyszerkutató orvos (1983, megosztva)
- Karsai Károly gépészmérnök (1980, megosztva)
- Kaszab Zoltán zoológus, muzeológus (1980)
- Katona Emil gépészmérnök (1988, megosztva)
- Katona Ferenc orvos, idegsebész (1988)
- Kelemen Pál gépészmérnök (1973, megosztva)
- Kelen Tibor vegyész (1978, megosztva)
- Kellner Béla patológus, rákkutató (1966)
- Kellner Bernát könyvtáros (1966)
- Kenderessy Miklós villamosmérnök (1978, megosztva)
- Kenderfi József közgazdász (1985, megosztva)
- Kerékgyártó István fakitermelő szakmunkás (1965, megosztva)
- Kerényi A. Ödön gépészmérnök (1973)
- Keresztes Mátyás vegyészmérnök (1966, megosztva)
- Keresztury Dezső író, irodalomtörténész, politikus (1978)
- Kerpel Róbert gépészmérnök (1970)
- Kertész Imre kriminológus (1985)
- Keszei Sándorné népi iparművész (1975)
- Kesztyűs Loránd orvos, immunológus (1978)
- Kézdi Árpád építőmérnök (1966)
- Király Gyula agronómus (1965, megosztva)
- Király Imre vájár (1975, megosztva)
- Király István irodalomtörténész (1973)
- Király János vasbetonszerelő (1965, megosztva)
- Király Józsefné dohányipari szakmunkás (1975, csoportos)
- Király Zoltán biológus, növénypatológus, biokémikus (1983, megosztva)
- Kisfaludy Lajos vegyészmérnök (1970, megosztva)
- Kisjakab Lajos közgazdász, agrármérnök (1980, megosztva)
- Kiss Ákos gépészmérnök (1985, megosztva)
- Kiss Györgyné formázó (1970, csoportos)
- Kiss Ilona körzeti orvos (1975)
- Kiss István szerelésvezető (1978, megosztva)
- Kiss István villamosmérnök (1985, megosztva)
- Kiss József igazgató (1975)
- Kiss László gépészmérnök (1975, megosztva)
- Kisvári János vezérigazgató (1975, megosztva)
- Knoll József orvos, farmakológus (1985)
- Koch Lehel vegyész (1975, megosztva)
- Kocsis Sándor rakodómunkás (1975, csoportos)
- Kocsis Vilmosné varrónő (1978, csoportos)
- Kollár István vájár (1980)
- Kom Ferenc hajómérnök (1978, megosztva)
- Komlós Aladár irodalomtörténész, költő, író (1973)
- Kordis József villamosmérnök (1985, megosztva)
- Kornai János közgazdász (1983)
- Kósa István cipőipari szakmunkás (1965, csoportos)
- Kosáry Domokos történész, akadémikus (1988)
- Kosztolánczi Miklósné varrónő (1978, csoportos)
- Kovács Endre geológus (1985, megosztva)
- Kovács Erzsébet gumiipari szakmunkás (1978)
- Kovács Ferenc geofizikus (1978, megosztva)
- Kovács Ferenc állatorvos (1983, megosztva)
- Kovács Ferenc bányamérnök (1988, megosztva)
- Kovács Géza villamosmérnök (1985, megosztva)
- Kovács István agrármérnök (1970, megosztva)
- Kovács István fizikus (1975)
- Kovács István gépjárművezető (1975, csoportos)
- Kovács István optikus (1978, csoportos)
- Kovács Jenő erdőmérnök (1985, megosztva)
- Kovács József fogatos (1965, megosztva)
- Kovács József építészmérnök (1985)
- Kovács Lajos építészmérnök (1965, megosztva)
- Kovács Lajos vegyészmérnök (1973)
- Kovács László gazdasági vezető (1965)
- Kovács László vezérigazgató (1975, megosztva)
- Kovács László gépészmérnök (1978, megosztva)
- Kovács Sándor mérnök (1980, megosztva)
- Kovács Sándorné varrónő (1978, csoportos)
- Kovács Zoltán vájár, frontmester (1985, csoportos)
- Kovács Zoltán tanár, középiskolai igazgató (1966, megosztva)
- Kovalcsik Antal igazgató (1978, megosztva)
- Kozma Pál kertészmérnök, szőlőnemesítő (1975)
- Köpeczi Béla irodalomtörténész, történész (1980)
- Környei László vízépítő mérnök (1978, megosztva)
- Körtvélyes István vegyészmérnök (1973, megosztva)
- Kőrössy László geológus (1970)
- Köteles Sándor esztergályos (1975, csoportos)
- Kővári Zsolt húsipari szakmunkás (1985, csoportos)
- Köves Péter programtervező matematikus (1988, megosztva)
- Köveskuti Lajos villamosmérnök (1980)
- Kralovánszky Péter gépész- és villamosmérnök (1985, megosztva)
- Kreisz György gépkocsiszerelő, csoportvezető (1985, csoportos)
- Krekács László főkertész (1970, megosztva)
- Krempels Tibor vízépítő mérnök (1978, megosztva)
- Kulcsár Kálmán jogtudós, jogszociológus (1985)
- Kunkli Péter kombájnos (1965)
- Kurnik Ernő növénynemesítő, agrármérnök (1978)
- Kurucz János vájár (1978, megosztva)
- Kurucz Józsefné vegyészmérnök (1985, megosztva)
- Kuslits Tibor kohómérnök (1980, megosztva)
- Kutassy Imre villamosmérnök (1975, megosztva)
- Kuti Gyula fizikus (1975)

## L
- Láczai Szabó Tibor gépészmérnök (1985, megosztva)
- Laczik Pál gépészmérnök (1983, megosztva)
- Ladnyik Mihály termelőszövetkezeti elnök (1983, megosztva)
- Lajkó Sándor villamosmérnök (1966, megosztva)
- Lajtai István gépészmérnök (1966, megosztva)
- Lakatos András kertészmérnök (1973, megosztva)
- Lakatos Csaba gépészmérnök (1980, megosztva)
- Lakatos Ervin mérnök (1978, megosztva)
- Lakatos Éva igazgató (1978)
- Langer Tamás matematikus (1988, megosztva)
- Lantos Pálné tanár (1980, megosztva)
- Lapis János gépjárművezető (1975, csoportos)
- Laskaj István bőripari vegyésztechnikus (1980, megosztva)
- László Károly fémtechnológiai szakmérnök (1975, megosztva)
- Lásztity Radomir vegyészmérnök (1988, megosztva)
- Lazányi János gépészmérnök (1978, megosztva)
- Lendvai József könyvelő (1975, megosztva)
- Lévai László fakitermelő szakmunkás (1965, megosztva)
- Lisziewicz Antal matematikus (1975, megosztva)
- Longa Józsefné konzervipari munkás (1970, megosztva)
- Lóránth Imre villamosmérnök (1978, megosztva)
- Lovász László matematikus (1985)
- Lovai István vájár (1973)
- Lőrincz János erdészeti szakmunkás (1965, megosztva)
- Lőrincze Lajos nyelvész (1970)
- Lugosi György villamosmérnök (1985, megosztva)
- Lukács József villamosmérnök (1973, megosztva)
- Lukovits István körzeti orvos (1975)

## M
- Machala Gábor mechanikai műszerész (1975, megosztva)
- Mádéfalvi Kornél gépésztechnikus (1973, megosztva)
- Magyar Gábor agrármérnök (1980, megosztva)
- Magyar Géza építészmérnök (1970, megosztva)
- Major László optikus, 1969-től brigádvezető (1978, csoportos)
- Makai Endre matematikus (1973)
- Makray Tibor kohómérnök (1980, megosztva)
- Marczis Gáborné kohómérnök (1985, megosztva)
- Mares Gyula gépészmérnök (1973, megosztva)
- Margitai László erdészeti szakmunkás (1965, megosztva)
- Markovics László erdőmérnök (1988, megosztva)
- Markó László kémikus (1988, megosztva)
- Markó Szilárd villamosmérnök (1980, megosztva)
- Marschek Zoltán vegyész (1970)
- Márta Ferenc kémikus, akadémikus (1985)
- Márton János villamosmérnök (1988, megosztva)
- Martonosi Pál könyvtáros (1975)
- Matejka György szerszámgéplakatos (1966)
- Matolcsy György kémikus, gyógyszerész (1983, megosztva)
- Mátrai István vízépítő mérnök (1965)
- Mátrai László filozófus (1975)
- Mátyás Antal közgazdász (1988)
- Mátyus Gábor kertészmérnök (1983, megosztva)
- Maul János agrármérnök (1970, megosztva)
- Mayer Károly optikus (1978, csoportos)
- Mazán Pál mérnök vezérőrnagy (1978, megosztva)
- Medzihradszky Kálmán kémikus (1970, megosztva)
- Méhész Lajos középiskolai igazgató (1988, megosztva)
- Menyhárd Nóra fizikus (1980, megosztva)
- Meskó Attila geofizikus (1978, megosztva)
- Mészáros Géza híradásipari technikus (1980, megosztva)
- Mészáros János állatorvos (1983, megosztva)
- Mészáros Kálmán közgazdász (1983, megosztva)
- Mészáros László gazdasági vezető (1975, megosztva)
- Mészáros Róbert vegyész (1985, megosztva)
- Mészáros Zoltán vegyészmérnök (1970, megosztva)
- Mezei Gábor közgazdász (1983)
- Mikecz Tamás okleveles szervező (1988, megosztva)
- Mikó György gépészmérnök, hajómérnök (1983, megosztva)
- Miller Sándorné varrónő (1978, csoportos)
- Millner Tivadar vegyészmérnök, akadémikus (1970)
- Miskolczy Dezső orvos, neurológus (1973)
- Misseje Géza vegyészmérnök (1980, megosztva)
- Mócsy András régész, epigráfus, ókortörténész (1983)
- Mócsy János állatorvos (1970)
- Mokri Pál kohómérnök (1985, megosztva)
- Molnár György bányamérnök (1978, megosztva)
- Molnár József vegyész (1973, megosztva)
- Molnár Károly geofizikus (1978, megosztva)
- Molnár László kohómérnök (1985, megosztva)
- Molnár Rudolf vezérigazgató (1988, megosztva)
- Móré István gazdasági vezető (1975, megosztva)
- Morva László körzeti főorvos (1980)
- Mramurácz Lajos közgazdász (1983, megosztva)
- Mucsi József vájár (1970, megosztva)
- Müller János közgazdász (1983, megosztva)

## N
- Nádai Imre tanár (1985, megosztva)
- Nagy Elemér fizikus (1970)
- Nagy Elemér geológus (1985, megosztva)
- Nagy Endre vájár (1978, megosztva)
- Nagy Gábor vegyészmérnök (1985, megosztva)
- Nagy Géza általános iskolai igazgató (1978)
- Nagy István elnök, gazdasági vezető (1973, megosztva)
- Nagy József traktoros (1970, megosztva)
- Nagy József járműgépész (1975, megosztva)
- Nagy Pál szakoktató (1978)
- Nagy G. Pál ács (1970)
- Nagy Sándor kertészeti felügyelő (1966, megosztva)
- Nagy Sándorné dohányipari szakmunkás (1975, csoportos)
- Náray Zsolt villamosmérnök, fizikus (1983, megosztva)
- Nemecz Ernő geológus, geokémikus, mineralógus (1983, megosztva)
- Némedi Varga Zoltán geológusmérnök (1985, megosztva)
- Nemes Dezső politikus, történész (1975)
- Nemes István szerszámkészítő (1975, megosztva)
- Nemes László gépészmérnök (1985, megosztva)
- Németh András mezőgazdasági szakmérnök (1988, megosztva)
- Németh István gazdasági vezető (1983, megosztva)
- Németh János növénynemesítő (1983, megosztva)
- Németh József, ifj. vájár (1970, megosztva)
- Németh Lászlóné formázó (1970, csoportos)
- Németh Tibor traktoros (1970, megosztva)
- Neuhold Antal okleveles mérnök (1980, megosztva)
- Noszkay Aurél sebész-urológus (1965)
- Novák Ferenc konyhafőnök (1988, megosztva)

## Ny
- Nyerges János kertészmérnök (1983, megosztva)
- Nyisztor György népművelő (1970)
- Nyitrai Ferencné statisztikus (1988, megosztva)
- Nyitrai Mihályné főkönyvelő (1970, megosztva)

## O, Ó
- Oláh János agrármérnök (1980, megosztva)
- Oláh József üzemmérnök (1975, csoportos)
- Olajos József öntőipari szakmunkás (1978)
- Oldal Endre vegyész (1973, megosztva)
- M. Orbán Béla rakodómunkás (1975, csoportos)
- Orbán József rakodómunkás (1975, csoportos)
- Orbán Józsefné varrónő (1978, csoportos)
- Orolin András gépészmérnök (1965, megosztva)
- Ortó József gépészmérnök (1973, megosztva)
- Ortutay Gyula néprajzkutató, politikus (1975)

## Ö, Ő
- Ördög Ferenc nyelvész (1975)

## P
- Paál Zoltán kémikus (1983, megosztva)
- Pach Zsigmond Pál történész, akadémikus (1978)
- Pádár István géplakatos (1975, csoportos)
- Pajkos István építészmérnök (1978, megosztva)
- Pál Gaszton gépészmérnök (1966, megosztva)
- Pallos László kémikus (1985, megosztva)
- Palya János állattenyésztő (1978, megosztva)
- Pántya János húsipari technikus, művezető (1985, csoportos)
- Pápa Aladár olajmérnök (1983, megosztva)
- Papp György gépészmérnök (1975, megosztva)
- Papp György villamosmérnök (1988, megosztva)
- Papp István gépészmérnök (Energiagazdálkodási Intézet) (1983, megosztva)
- Papp István gépészmérnök (Videoton) (1983, megosztva)
- Papp Sándor gépészmérnök (1975, megosztva)
- Paszternák József gyümölcs- és szőlőtermesztési szaktechnikus (1985, megosztva)
- Pásztó Péter vegyészmérnök (1988, megosztva)
- Pázmándi László gépészmérnök (1980, megosztva)
- Pécsi László iparművész, textiltervező (1975, megosztva)
- Pécsi Márton geográfus, geomorfológus (1975)
- Pellády Lujza óvodavezető (1973)
- Pera Ferenc bányamérnök (1988, megosztva)
- Perényi Imre építészmérnök, városrendező (1973)
- Perner Ferenc sebész (1983, megosztva)
- Pesti László vezérigazgató (1973)
- Péter János politikus (1985)
- Péter Rózsa matematikus (1970)
- Peterdi Ede igazgató (1970)
- Péterfi Ferenc géplakatos (1975, megosztva)
- Pétervári József vájár (1965, megosztva)
- Pető József gépészmérnök (1978, megosztva)
- Petrányi Győző orvos, immunológus (1983, megosztva)
- Petri Gábor sebész (1973)
- Petur Alajos hídtervező mérnök (1973)
- Pirisi Jánosné szakfelügyelő (1970)
- Pleskonics Antal traktoros (1965, megosztva)
- Pogány Frigyes építészmérnök, művészettörténész (1966)
- Pohl Károly bányamérnök (1975)
- Pónya József villamosmérnök (1985, megosztva)
- Prohászka János gépészmérnök (1988)
- Pulay Zoltán agrármérnök (1985)
- Pungor Ernő kémikus (1973)
- Putz János vájár (1965, megosztva)

## R
- Racsits Dömötör szerszámgéplakatos (1966)
- Rácz István villamosmérnök (1975)
- Radnót Magda orvos, szemész (1965)
- Radó Sándor földrajztudós, kartográfus, szovjet kém (1973)
- Rados Jenő építész, építészettörténész (1978)
- Rajki Sándor genetikus (1970, megosztva)
- Rákosi Ferenc villamosmérnök (1980, megosztva)
- Redl Richárd villamosmérnök (1986, megosztva)
- Reich Nándor villanyszerelő (1970)
- Reiter György matematikus (1980, megosztva)
- Répási Gellért kohómérnök (1980, megosztva)
- Réti Lajosné közgazdász (1973)
- Révész Pál matematikus (1978)
- Reviczky János hídépítő mérnök (1978, megosztva)
- Rézman Imre általános iskolai tanár (1973, megosztva)
- Rézman Imréné általános iskolai tanító (1973, megosztva)
- Ribli János vegyészmérnök (1980, megosztva)
- Romhányi György orvos, patológus (1975)
- Róna Péter villamosmérnök (1980, megosztva)
- Rózsa András húsipari szakmunkás, szúrómester (1985, csoportos)
- Rubik Ernő építészmérnök, feltaláló (1983)
- Rudi Béla könyvvizsgáló (1988, megosztva)
- Ruppert Edit általános iskolai igazgatóhelyettes (1985, megosztva)

## S
- Sághy György geofizikus (1978, megosztva)
- Sajgó Mihály biokémikus (1973, megosztva)
- Sándor Tibor üzemmérnök (1985, megosztva)
- Sándory Mihály villamosmérnök (1973, megosztva)
- Sánta Istvánné főosztályvezető (1988, megosztva)
- Sántáné Tóth Edit matematikus (1988, megosztva)
- Sárai Ferencné cipőipari szakmunkás (1965, csoportos)
- Sarkadi Károly matematikus (1966, megosztva)
- Sárközy Tamás dr., jogász (1985)
- Sasvári Ernőné igazgatóhelyettes (1988, megosztva)
- Sávoly Pál mérnök, statikus (1965)
- Schiffler János vájár (1983, csoportos)
- Schiller János villamosmérnök (1983, megosztva)
- Schmidt Ernő erdőmérnök (1978)
- Schnell László gépészmérnök (1985, megosztva)
- Schoppel János bányamérnök (1983, megosztva)
- Schönfeld Rózsi körzeti orvos (1973)
- Schwarcz Miklós szövő (1975, megosztva)
- Sebesi Sándor géplakatos (1975, csoportos)
- Sebestyén János gépészmérnök, politikus (1983, megosztva)
- Sebestyén József gépészmérnök (1985, megosztva)
- Sebő Ferenc zeneszerző, előadóművész (1985, megosztva)
- Selényi Endre villamosmérnök (1985, megosztva)
- Serényi Balázsné formázó (1970, csoportos)
- Seres Balázs lakatos (1975)
- Sibalin Antal közgazdász (1980, megosztva)
- Sík Endre politikus (1965)
- Simády Béla vízépítő szakmérnök (1980, megosztva)
- Simon István üzemmérnök (1985, megosztva)
- Simon Péter gépészmérnök (1988, megosztva)
- Simonovits István orvos, hematológus (1970)
- Simonyi Károly gépészmérnök (1985)
- Sipos János optikus (1978, csoportos)
- Skoflek István gimnáziumi tanár (1975)
- Solymos András bányamérnök (1983, megosztva)
- Sólyom Jenő fizikus (1980, megosztva)
- Somlai Csaba villamosmérnök (1975, megosztva)
- Somlai László villamosmérnök (1980, megosztva)
- Somlyó Ferenc mezőgazdász (1970, megosztva)
- Somogyi Gyula villamosmérnök (1980, megosztva)
- Somogyi Jenő vezérigazgató (1985, megosztva)
- Somogyi Miklós gumiipari szakmunkás (1970)
- Somos András kertészmérnök (1973)
- Somssich Lászlóné geológus (1985, megosztva)
- Soós László szakfelügyelő (1978, megosztva)
- Sós Árpád gépészmérnök (1973, megosztva)
- Sóváry Emil gépészmérnök (1978, megosztva)
- Staudinger János vájár (1988, megosztva)
- Stéfán Márton vízépítő mérnök (1980, megosztva)
- Stefanovits Pál vegyészmérnök (1985)
- Steiner János gépészmérnök (1978, megosztva)
- Stubnyán István bányamérnök (1978, megosztva)
- Surányi Antal üzemvezető (1975, csoportos)
- Suszt Vilmosné formázó, brigádvezető (1970, csoportos)
- Sütő Ödön mezőgazdasági mérnök (1988, megosztva)
- Sütő Rafaelné dohányipari szakmunkás (1975, csoportos)

## Sz
- Szabadfalvi József néprajzkutató (1988)
- Szabados Lukács villanyszerelő (1975, csoportos)
- Szabó Benjámin villamosmérnök (1985, megosztva)
- Szabó Béla agrármérnök (1966, megosztva)
- Szabó Endre gépészmérnök (1983, megosztva)
- Szabó Ferenc reaktorfizikus, villamosmérnök (1978, megosztva; 1986, megosztva)
- Szabó Gábor húsipari szakmunkás (1965)
- Szabó Gergely politikus, vegyészmérnök (1975, megosztva)
- B. Szabó Gyula pajzsgépész (1978, megosztva)
- Szabó Imre gazdasági vezető (1978, megosztva)
- Szabó István mezőgazdász, politikus (1980)
- Szabó István gépészmérnök (1985, megosztva)
- Szabó János agrármérnök (1980, megosztva)
- Szabó János építőmérnök (1985)
- Szabó Jenő állatorvos (1970, megosztva)
- Szabó Károly rakodómunkás (1975, csoportos)
- Szabó Lajos vegyész (1975, megosztva)
- Szabó László villamosmérnök (1980, megosztva; 1986, megosztva)
- Szabó László gazdasági vezető, elnök (1983, megosztva)
- Szabó Mátyás gazdasági vezető (1965, megosztva)
- Szabó Mátyás mérnök (1985, megosztva)
- Szabolcsi Gertrúd biokémikus (1973, megosztva)
- Szabolcsi Géza villamosmérnök (1985, megosztva)
- Szabolcsi Miklós irodalomtörténész (1980)
- Száday Rezső gépészmérnök (1965)
- Szalai Sándor szociológus (1980)
- Szalai Sándor villamosmérnök (1986, megosztva)
- Szalay Sándor fizikus (1978)
- Szalkai István közgazdász (1983, megosztva)
- Szalontai Barnabás történész (1970)
- Szániel Imre mezőgazdász (1988, megosztva)
- Szántay Csaba szerves kémikus (1975, megosztva)
- Szántó György sebész (1975)
- Szatmáry Zoltán fizikus (1978, megosztva)
- Szauder József irodalomtörténész (1975)
- Szax János vájár (1965, megosztva)
- Széchy Tamás úszóedző (1988)
- Szécsény Andor sebész (1983, megosztva)
- Szegedi Sándorné általános iskolai tanár (1975, megosztva)
- Szegi József talajbiológus (1980, megosztva)
- Szegő Károly fizikus (1986, megosztva)
- Székács Imre közgazdász (1988)
- Székely István gépészmérnök (1975, megosztva)
- Székely László gépészmérnök (1973, megosztva)
- Székely Sándor gépmester, kéziszedő, brigádvezető (1975, csoportos)
- Szekeres László körzeti főorvos (1978)
- Székesi János gépjárművezető (1975, csoportos)
- Szél Sándor agrármérnök (1983, megosztva)
- Széll András gazdasági vezető (1973, megosztva)
- Széll Imréné konzervgyári munkás (1970, megosztva)
- Szénási Tibor vegyészmérnök (1973, megosztva)
- Szentágothai János orvos, anatómus, agykutató, akadémikus (1970)
- Szentes Tamás közgazdász (1985)
- Szentgyörgyi Istvánné dohányipari szakmunkás (1975, csoportos)
- Szent-Iványi Tamás állatorvos (1983, megosztva)
- Szentmiklósi Péter farmakológus, vegyészmérnök (1970, megosztva)
- Szép János vezérigazgató (1983, megosztva)
- Szeredi Péter matematikus (1988, megosztva)
- Szikora István gépjárművezető (1975, csoportos)
- Szilágyi György osztályvezető (1988, megosztva)
- Szilágyi Gyula biológus (1985, megosztva)
- Szilágyi Jenőné népművelő (1975)
- Szita Iván Béla gépészmérnök (1980, megosztva)
- Szlávik Rezső gépészmérnök (1985, megosztva)
- Szopkó József rakodómunkás (1975, csoportos)
- Szőke Béláné konzervipari munkás (1970, megosztva)
- Szőkefalvi-Nagy Béla matematikus (1978)
- Szőnyi István villamosmérnök (1978, megosztva; 1985, megosztva)
- Szporny László gyógyszerkutató orvos (megosztva, 1983)
- Szrogh György építész (1970, megosztva)
- Sztancsik István üzemmérnök (1988, megosztva)
- Sztanó Tamásné szakközépiskolai igazgatóhelyettes (1988, megosztva)
- Sztipánovits János villamosmérnök (1985, megosztva)
- Sztrókay Pál gépészmérnök (1965)
- Szulics Géza rakodómunkás (1975, csoportos)
- Szunyogh László gépészmérnök (1973, megosztva)
- Szűcs Jenő történész (1985)
- Szűcs László gépészmérnök (1973, megosztva)
- Szűcs László villamosmérnök (1985, megosztva)
- Szűcs Mihályné tanító (1975, megosztva)

## T
- Tajnafői József gépészmérnök (1985, megosztva)
- Takács Imre párttitkár (1970, megosztva)
- Takács Károlyné formázó, minőségellenőr (1970, csoportos)
- Takács László erdőmérnök (1988, megosztva)
- Takács Miklós könyvtáros (1978)
- Talabér József kohómérnök (1978)
- Tamás Béla textilmérnök (1975, megosztva)
- Tamás Józsefné tanító (1980, megosztva)
- Tamás Lajos nyelvész (1973)
- Tamássy István növénynemesítő (1980)
- Tamássy István bányamérnök (1985, megosztva)
- Tancsa József vájár (1975, megosztva)
- Tánczos Gyuláné varrónő (1978, csoportos)
- Tánczos István vájár (1978, megosztva)
- Tárczy-Hornoch Antal geodéta, geofizikus (1966)
- Tari Antal gépészmérnök (1978, megosztva)
- Tarján Imre biofizikus (1985)
- Tasnádi Jánosné formázó, minőségellenőr (1970, csoportos)
- Tatai Ilona vegyészmérnök, vezérigazgató (1988)
- Teichmann Vilmos növénynemesítő (1966, megosztva)
- Teleki Béla rakodómunkás (1975, csoportos)
- Tenke Tibor építészmérnök (1975, megosztva)
- Teravágimov Márton gépészmérnök (1985, megosztva)
- Tétényi Pál kémikus (1983, megosztva)
- Timár Sándor koreográfus, pedagógus (1985, megosztva)
- Toldy Lajos szerves kémikus (1965, megosztva)
- Tolnai Kálmán gátőr (1980, megosztva)
- Tompa Ádám tanító (1965)
- Tornavölgyi Kálmán vájár (1966, megosztva)
- Tóth Béla vegyészmérnök (1978, megosztva)
- Tóth Béla gazdasági vezető (1985)
- Tóth Ferenc olajbányász, fúrómester (1970, megosztva)
- Tóth Géza rakodómunkás (1975, csoportos)
- Tóth György gépkocsivezető (1966, megosztva)
- Tóth István lakatos (1975, megosztva)
- Tóth János vasúti főintéző (1970)
- Tóth János mezőgazdász (1970, megosztva; 1980, megosztva)
- Tóth Miklós bányamérnök (1985, megosztva)
- Tóth Pálné tanár (1975, megosztva)
- Tóth Róza termelőszövetkezeti elnök (1978, megosztva)
- Tóth Sándorné varrónő, brigádvezető (1978, csoportos)
- Tóth Tamás villamosmérnök (1980, megosztva)
- Tőke László szerves kémikus (1975, megosztva)
- Tőkei Ferenc sinológus, filozófus (1970)
- Tömösváry József főkönyvelő (1975, megosztva)
- Török István üzemközgazdász (1983, megosztva)
- Trencsényi-Waldapfel Imre klasszika-filológus, irodalomtörténész (1970)
- Turányi István mérnök (1965)
- Turi Istvánné tanító (1980, megosztva)
- Túróczi Tiborné formázó (1970, csoportos)
- Tusor János mozdonyvezető (1975)
- Tüdős Ferenc kémikus (1978, megosztva)

## U, Ú
- Ujlaki Miklós vájár (1988, megosztva)
- Ujvárosi Miklós botanikus (1973)
- Uzsoky Miklós mérnök, feltaláló (1973)

## V
- Vad János olajbányász (1970, megosztva)
- Vajda György vegyészmérnök (1970, megosztva)
- Vajda György gépész- és villamosmérnök (1975)
- Valkó Gábor építészmérnök (1975, megosztva)
- Valló Sándor vízépítő mérnök (1978, megosztva)
- Vámos Tibor gépész- és villamosmérnök (1983)
- Vancsura Lászlóné tanár (1985, megosztva)
- Váradi Imre villamosmérnök (1973)
- Várady-Szabó Mihály villamosmérnök (1980, megosztva)
- Varga Edit vegyész, a Kőbányai Gyógyszerárugyár igazgatója (1978)
- Varga Imre geológus (1978, megosztva)
- Varga János agrármérnök (1975, megosztva)
- Varga József gépészmérnök (1973)
- Varga Mihály gazdasági vezető, Tsz. elnök (1975)
- Varga Miklósné dohányipari szakmunkás (1975, csoportos)
- Varga Tamás matematikatanár (1980)
- Varjas Gyula agronómus, Tsz. elnök (1965, megosztva)
- Várhegyi Lászlóné dohányipari szakmunkás (1975, csoportos)
- Vashegyi György villamosmérnök (1988, megosztva)
- Vas István agrármérnök, igazgató (1975, megosztva)
- Vass László bányamérnök (1983, megosztva)
- Vata László kohómérnök (1980, megosztva)
- Végh Józsefné gazdasági vezető, vezérigazgató (1975)
- Végh Sándorné geológus (1983, megosztva)
- Venetianer Pál biológus (1985, megosztva)
- Verbó István kohómérnök (1980, megosztva)
- Vermes Lászlóné vegyész (1970, megosztva)
- Vikár Sándor zenepedagógus (1983)
- Villing Ferenc agronómus (1970, megosztva)
- Vincze István matematikus (1966, megosztva)
- Viola János szerelő (1985, csoportos)
- Virág Lajosné tanító (1980, megosztva)
- Virtics Ferenc gazdasági vezető, Tsz. elnök (1975, megosztva)
- Vörös Árpád kohómérnök (1985)
- Vörös István vegyészmérnök (1978, megosztva)
- Vörös József mérnök (1978, megosztva)
- Vöröss Lajos gépészmérnök (1985, megosztva)

## W
- Wágner József villamosmérnök (1980, megosztva)
- Wagner Mihály villamosmérnök (1980, megosztva)
- Wallenstein Mihály gépészmérnök (1975, megosztva)
- Watzinger Edéné formázó (1970, csoportos)
- Weingart Ferenc villamosmérnök (1980, megosztva)
- Wellner Péter híd- és szerkezettervező mérnök (1978, megosztva)
- Werler Hugó kéziszedő (1975, csoportos)
- Wierdl Károly villamosmérnök (1980, megosztva)
- Wilhelm Béla gazdasági vezető (1975, megosztva)
- Wittmann Ádám igazgatóhelyettes (1978, megosztva)
- Wlasitsch Gyula vegyészmérnök (1983)

## Z
- Záborszky Zsigmond mezőgazdasági mérnök (1988, megosztva)
- Zachán István optikus (1978, csoportos)
- Záhonyi László technikus, üzemi diszpécser, brigádvezető (1985, csoportos)
- Zambó János bányamérnök (1965)
- Zámbó János vegyészmérnök (1978, megosztva)
- Zámbó László gépészmérnök (1985, megosztva)
- Zártos Alajos villamosmérnök (1975, megosztva)
- Zátonyi Sándor általános iskolai tanár (1966, megosztva)
- Zawadowski Alfréd fizikus (1980, megosztva)
- Zettner Tamás gépészmérnök (1988, megosztva)
- Zillich Pál villamosmérnök (1985, megosztva)
- Zimits Tibor termelőszövetkezeti elnök (1985)